# Essi Renvall
Ester Lähde Renvall, dite Essi Renvall, née le 3 octobre 1911 à Oulu et morte le 18 octobre 1979 à Helsinki, est une sculptrice et portraitiste finlandaise.

## Biographie
Née a Oulu, Essi Renvall étudie à l'école de dessin de l'association des arts de Finlande de 1930 à 1932. Ses œuvres sont exposées pour la première fois au public à Helsinki, en 1933. Elle travaille comme enseignante à l'école de l'Académie finlandaise des arts de 1947 à 1949. Elle est titulaire de la médaille Pro Finlandia en 1959.

## Carrière artistique
Essi Renvall est l'une des premières femmes sculpteurs en Finlande à recevoir des commandes publiques et à vivre de son travail artistique pour elle-même et sa famille. Elle est considérée comme une portraitiste respectée. La sculptrice utilise principalement le bronze, auquel elle combine d'autres matériaux. Parmi ses œuvres les plus connues figurent des bustes de femmes et d'enfants. 
Les travaux publics d'Essi Renvall comprennent notamment Les garçons de Kotka (1950) à Kotka, le monument hommage à la femme Kalevala (1954) à Jyväskylä, et la statue de la paix, achevée en 1968, et située dans le port du sud d'Helsinki,.  
L’artiste s'est spécialisée dans les représentations sensibles des enfants. Elle interprète avec soin l'authenticité et l'individualité de ses petits modèles. Elle est également reconnue comme la créatrice d'images féminines élégantes,. 
Les plus belles productions de l’artiste sont des images de têtes et d’épaules sculpturales décoratives, quelle anime en peignant, en patinant et en ajoutant des feuilles d'or, des perles et des bijoux.  
Essi Renvall a également décrit les influenceurs de la vie politique, culturelle, commerciale et scientifique, dont les présidents Kaarlo Juho Ståhlberg, Risto Ryti, Juho Kusti Paasikivi et Urho Kekkonen. 

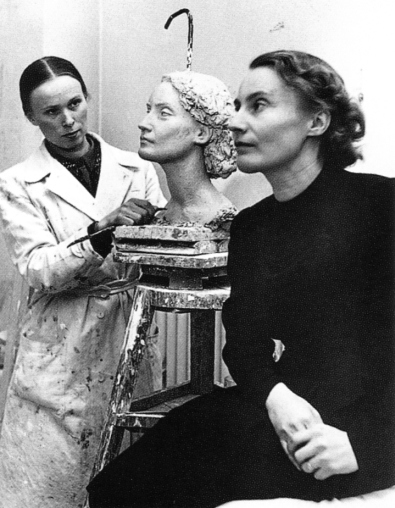
Photographie de la sculptrice finlandaise Essi Renvall, réalisant un buste de l'écrivaine Helvi Hämäläinen (1907-1998).

La maison d'édition WSOY lui commande une série de bustes de ses principaux écrivains, tels que Mika Waltari et Saima Harmaja. En 1937, le travail d'Essi Renvall est intégré à l'exposition Les femmes artistes d'Europe exposent au Jeu de Paume organisée au Jeu de Paume, à Paris,.

## Reconnaissance
Essi Renvall a reçu la médaille Pro Finlandia en 1959.
Le 1er octobre 2016, une vaste exposition rétrospective sur l'art d'Essi Renvall, pionnière de la sculpture finlandaise, ouvre ses portes au Musée d'Art de Tampere. L’exposition comprend plus de deux cent sculptures et médailles, ainsi que près de cinquante dessins et œuvres en techniques mixtes. 
La production artistique de l’artiste est examinée chronologiquement et thématiquement, éclairant ainsi les différentes techniques et thèmes de ses œuvres. Sont également inclus les objets personnels de la sculptrice, tout comme des photographies des différentes étapes de sa vie personnelle et de sa carrière.
De par son travail d'artiste, Essi Renvall a également ouvert la voie à la future génération de sculpteurs féminines comme Eila Hiltunen et Laila Pullinen.